# Альхимово
Альхимово — деревня в Краснопрудской волости Псковского района Псковской области России.
Расположена в 8 км к юг-западу от волостного центра Кирово и в 35 км к югу от города Пскова.
Численность населения деревни по состоянию на 2000 год составляла 1 житель.